# Телескоп Фраунгофера
Телескоп Фраунгофера (нім. Fraunhofer-Teleskop) — оптичний та ближній інфрачервоний телескоп-рефлектор Мюнхенської університетської обсерваторії з діаметром дзеркала 2 м, розташований на вершині гори Вендельштайн на висоті 1838 м. Названий на честь німецького науковця Йозефа Фраунгофера, відомого відкриттям Фраунгоферових ліній у спектрі Сонця.

## Будівництво
Під час будівництва телескопа компанія Kayser-Threde відповідала за оптику, а Astelco Systems — за механіку та систему керування. Будівництво почалося в 2008 році, а 21 травня 2012 року відбулася церемонія відкриття телескопа. Вартість будівництва становила 8,5 млн євро. Перші наукові знімки, зроблені за допомогою 2-метрового телескопа, опублікували в кінці 2013 року. Коли телескоп ввели в експлуатацію, він став найдосконалішим телескопом у Німеччині з погляду оптичної якості та одним із двох найбільших телескопів у країні нарівні з телескопом Альфреда Єнша в Обсерваторії Карла Шварцшильда.

## Технічні характеристики
Телескоп має діаметр дзеркала 2 м, систему Річі-Кретьєна з апертурою f/8 та азимутальне монтування. Він здатен автоматично перемикатись між двома активними приладами у фокусі Несміта.
Телескоп оснащений ширококутною камерою з полем зору мінімум 0,5 градуса, багатоканальною камерою оптичного та ближнього інфрачервоного діапазону і спектрографами середньої та високої роздільної здатності.

## Зображення

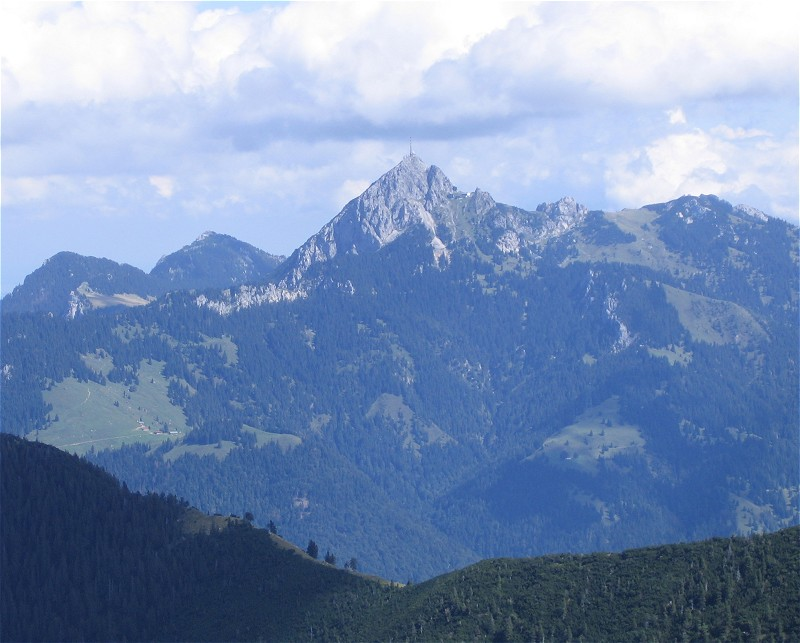
Вид на Вендельштайн із заходу
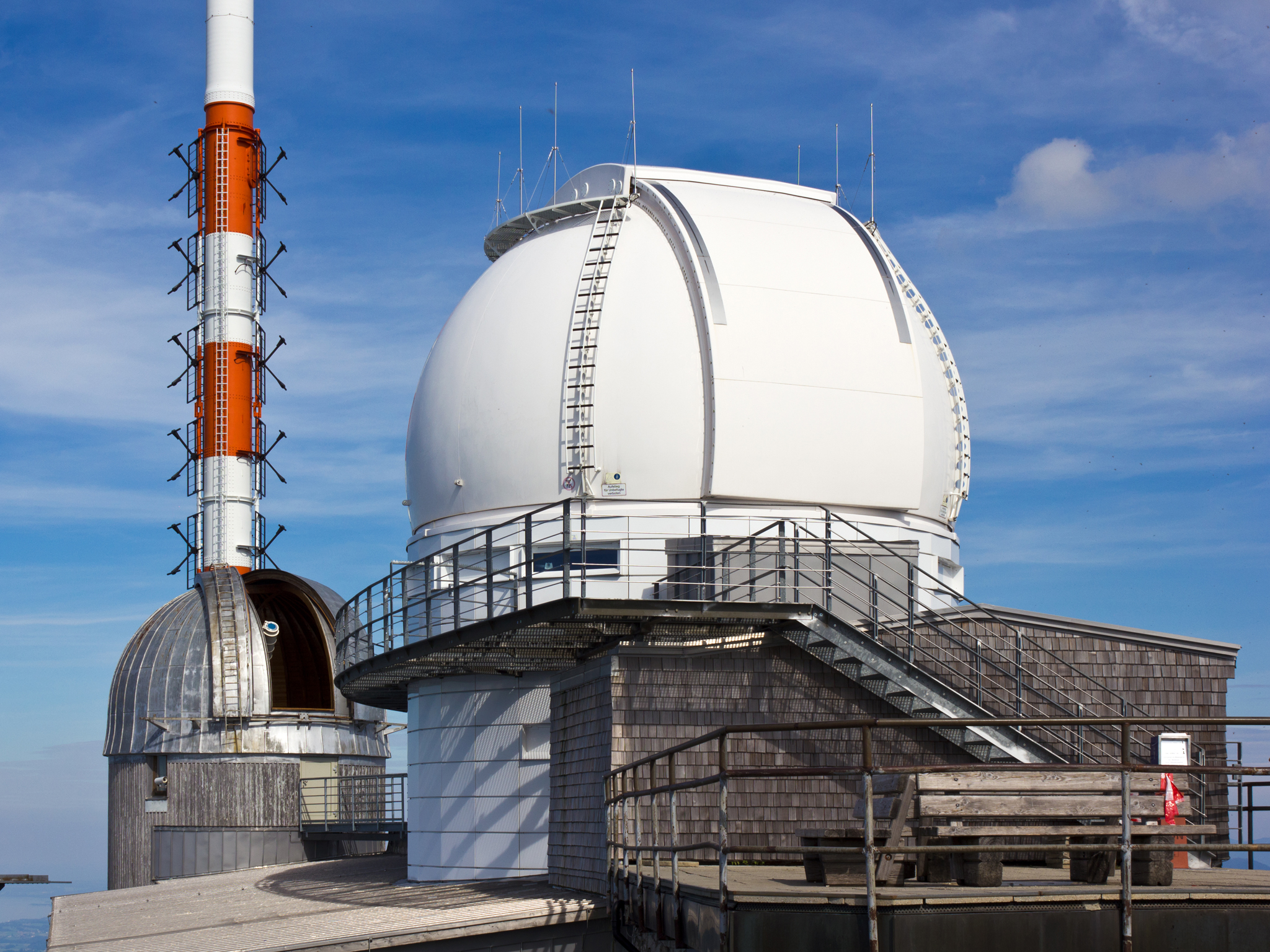
Купол телескопа Фраунгофера
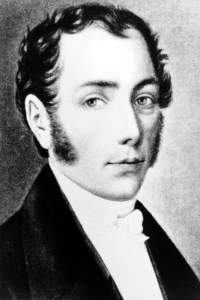
Йозеф Фраунгофер, на честь якого названий телескоп